# Michel Georges Napoléon Ney
Michel Georges Napoléon Ney, né le 31 octobre 1905 à Paris où il est mort le 19 décembre 1969, est le 5e duc d'Elchingen et le 6e prince de Moskowa. Ces deux titres s'éteignirent à son décès.

## Descendance
De ses trois mariages, il a une fille unique, Laetitia (1940-2005), qui épouse en premières noces, Alain Jouffroy, puis en secondes noces, l'artiste catalan Antoni Taulé, d'où deux enfants, Tigrane et Djamilla.